# 里氏鯒
里氏鯒，又稱里氏牛尾魚，為輻鰭魚綱鮋形目牛尾魚亞目牛尾魚科的其中一種，分布於澳洲南部海域，棲息深度10-400公尺，屬底棲性魚類，體長可達65公分，生活在沿海至大陸棚海域，屬肉食性，夜間活動，會躲藏於沙泥中伏擊獵物，以魚類、甲殼類等為食，可做為食用魚及遊釣魚。

## 擴展閱讀
維基物種上的相關：里氏鯒